# Duc de Rivoli

Armes des ducs de Rivoli.

Le titre de duc de Rivoli et de l'Empire a été créé le 24 avril 1808 par Napoléon Ier pour le maréchal Masséna. Celui-ci a ensuite été créé prince d'Essling et de l'Empire le 31 janvier 1810.

## Histoire
Le titre de duc de Rivoli fait référence à la bataille de Rivoli qui se déroula les 14 et 15 janvier 1797 aux environs de Rivoli Veronese dans le nord de l'Italie, entre l'armée française et l'armée autrichienne.
Le titre de prince d'Essling est un titre de victoire qui fait référence à la bataille d'Essling qui mit aux prises les troupes françaises et autrichiennes dans la banlieue de Vienne du 20 au 22 mai 1809.
Le 3 juillet 1818, il fut décidé que le titre de prince d'Essling serait transmis à l'aîné des enfants mâles tandis que le titre de duc de Rivoli irait au cadet, de sorte que les deux titres ne puissent être réunis tant que subsisteraient au moins deux héritiers dans les mâles. Les deux titres furent réunis de 1821 à 1863 et depuis 1898.
Le maréchal Masséna fut élevé à la pairie sous la Première Restauration.

## Liste chronologique des princes d'Essling
1. 1810-1817 : André Masséna (1758-1817), 1er prince d’Essling, 1er duc de Rivoli.
2. 1818-1821 : Jacques Prosper Masséna (1793-1821), 2e prince d’Essling, fils du précédent.
3. 1821-1863 : François Victor Masséna (1799-1863), 3e prince d’Essling, 2e duc de Rivoli, frère du précédent.
4. 1863-1898 : André Prosper Victor Masséna (1829-1898), 4e prince d’Essling, fils du précédent.
5. 1898-1910 : Victor Masséna (1836-1910), 5e prince d’Essling, 3e duc de Rivoli, frère du précédent.
6. 1910-1974 : André Prosper Victor Eugène Napoléon Masséna (1891-1974), 6e prince d’Essling, 4e duc de Rivoli, fils du précédent.
7. depuis 1974 : Victor André Masséna (né en 1950), 7e prince d’Essling, 5e duc de Rivoli, fils du précédent.

## Liste chronologique des ducs de Rivoli
1. 1808-1817 : André Masséna (1758-1817), 1er duc de Rivoli, 1er prince d’Essling.
2. 1817-1863 : François Victor Masséna (1799-1863), 2e duc de Rivoli, 3e prince d’Essling (1821), fils du précédent.
3. 1863-1910 : Victor Masséna (1836-1910), 3e duc de Rivoli, 5e prince d’Essling (1898), fils du précédent.
4. 1910-1974 : André Prosper Victor Eugène Napoléon Masséna (1891-1974), 4e duc de Rivoli, 6e prince d’Essling, fils du précédent.
5. depuis 1974 : Victor André Masséna (né en 1950), 5e duc de Rivoli, 7e prince d’Essling, fils du précédent.